# The Rider
The Rider is een Amerikaanse dramafilm uit 2017 die geschreven en geregisseerd werd door Chloé Zhao. De hoofdrol wordt vertolkt door Brady Jandreau, op wiens leven de film gebaseerd werd.

## Verhaal
Brady, zijn vader Wayne en zijn autistische tienerzus Lilly leven in armoede. Brady worstelt bovendien met een leven zonder rodeo, een passie die hij van zijn dokters moest opgeven toen hij bij een rodeo-ongeval hersenschade opliep.

## Rolverdeling
| Acteur             | Personage          |
| ------------------ | ------------------ |
| Brady Jandreau     | Brady Blackburn    |
| Tim Jandreau       | Wayne Blackburn    |
| Lilly Jandreau     | Lilly Blackburn    |
| Cat Clifford       | Cat Clifford       |
| Terri Dawn Pourier | Terri Dawn Pourier |
| Lane Scott         | Lane Scott         |
| Tanner Langdeau    | Tanner Langdeau    |
| James Calhoon      | James Calhoon      |

## Productie
In 2015 leerde filmmaakster Chloé Zhao tijdens de productie van haar debuutfilm Songs My Brothers Taught Me rodeorijder Brady Jandreau kennen. De twee spraken af om samen een film te maken. Een jaar later liep Jandreau bij een rodeo-ongeval ernstige hersenschade op en werd hij door zijn arts verplicht om zijn grote passie op te geven. Zhao besloot vervolgens om haar volgende filmproject op zijn leven te baseren.
The Rider werd net als Songs My Brothers Taught Me opgenomen in het Pine Ridge-indianenreservaat (South Dakota) met niet-professionele Lakota-acteurs, die grotendeels zichzelf spelen. De hoofdrollen worden vertolkt door Brady Jandreau zelf en diens echte vader en zus. Ook Brady's boezemvriend Lante Scott en echtgenote Terri Dawn spelen zichzelf in de film.
Na het zien van de film besloot actrice Frances McDormand om Zhao in te schakelen om Nomadland (2020) te regisseren. In 2018 plaatste voormalig president Barack Obama The Rider in zijn top tien van favoriete films van het jaar.

## Release
De film ging op 20 mei 2017 in première op het filmfestival van Cannes, waarna de Amerikaanse distributierechten verkocht werden aan Sony Pictures Classics.

## Prijzen en nominaties
| Jaar | Prijs / Festival          | Categorie                                | Genomineerde(n)                                              | Uitslag     |
| ---- | ------------------------- | ---------------------------------------- | ------------------------------------------------------------ | ----------- |
| 2017 | Filmfestival van Cannes   | CICAE Award                              | Chloé Zhao                                                   | Gewonnen    |
| 2018 | National Board of Review  | Top 10 onafhankelijke films van het jaar | Top 10 onafhankelijke films van het jaar                     | Gewonnen    |
| 2018 | Independent Spirit Awards | Beste film                               | Mollye Asher, Sacha Ben Harroche, Chloé Zhao, Bert Hamelinck | Genomineerd |
| 2018 | Independent Spirit Awards | Beste regie                              | Chloé Zhao                                                   | Genomineerd |
| 2018 | Independent Spirit Awards | Beste camerawerk                         | Joshua James Richards                                        | Genomineerd |
| 2018 | Independent Spirit Awards | Beste montage                            | Alex O'Flinn                                                 | Genomineerd |